# Lotlhakane West
Lotlhakane West – wieś w Botswanie w dystrykcie Southern. Według spisu ludności z 2011 roku wieś liczyła 1637 mieszkańców.